# Информбюро (телепередача)
«Информбюро́» — казахстанская телепередача.
Первый выпуск вышел в эфир в 1995 году на телеканале «Тотем», автором которой является Виктор Климов. Передача представляла собой аналитическую программу. С 1996 года передача стала выходить в режиме новостей и переехала на 31 канал. С 1996 по 1999 год передача занимала первое место в конкурсе «Алтын Жұлдыз» как лучшая информационно-аналитическая программа Республики Казахстан. С 2001 года передача стала выходить в эфир 7 раз в сутки на казахском и русском языках.

В то время, когда программа создавалась, был явный дефицит в разносортности мнений. «Информбюро» — это первый телевизионный проект новостей, где эта разносортица возникла, в те времена это называлось плюрализм, и из-за этого программу даже причисляли к оппозиционным СМИ. Но это не так, мы просто давали возможность высказаться людям. У нас не было определенной постановки, как освещать то или иное событие, главное делать это максимально объективно. С новостями КТК мы не конкурировали, но то, что новости КТК не рисковали ставить в одно время с новостями «Информбюро» — это факт.— Виктор Климов
Формат новостей изменился после того, как 31 канал стал частью российской группы компаний «СТС Медиа» — из эфира пропали некоторые темы и с ними — острота.
В 2014 году «Информбюро» возглавило рейтинг новостных программ в Казахстане.